# 73e bataillon de tirailleurs sénégalais
Le 73e bataillon de tirailleurs sénégalais (73e BTS) est un bataillon des troupes coloniales françaises. Unité de garnison du camp de Fréjus, il regroupe des indigènes de différentes origines : tirailleurs sénégalais, malgaches, indochinois, somalis ou canaques. Formé pendant la Première Guerre mondiale, il est dissous en 1929.

## Création et différentes dénominations
- avril 1916 :Création du 73e bataillon de tirailleurs sénégalais (73e BTS) ou 73e bataillon de dépôt des indigènes du camp de Fréjus (73e BDICF)
- 1918 : formation du 73e bataillon de transition, lié au 73e BTS
- 1929 : dissolution du 73e bataillon de transition

## Chefs de corps
- 11/04/1917: Chef de bataillon Lagaspie[réf. souhaitée]

## Historique des activités du73eBTS

### Mission
Le bataillon est créé en avril 1916, comme bataillon de dépôt. Il a pour mission d'administrer les renforts, les blessés renvoyés par les unités au front et les convalescents de retour d'hôpital. Il compte pendant la durée de la guerre 31 compagnies différentes, dont douze sénégalaises, neuf malgaches, trois indochinoises, une somalie, une canaque et une compagnie de mitrailleuses.
Le bataillon est suppléé en 1918 par le 73e bataillon de transition. Lors du rapatriement des indigènes coloniaux, ceux-ci sont pris en charge pour la solde et l'intendance par le 73e bataillon. Le 73e bataillon de transition est remplacé selon la circulaire no 1132 1/8 du 5 avril 1929 par la réorganisation du centre de transition des troupes indigènes coloniales (CTTIC) de Fréjus, formant corps.

### Mouvements d'hommes

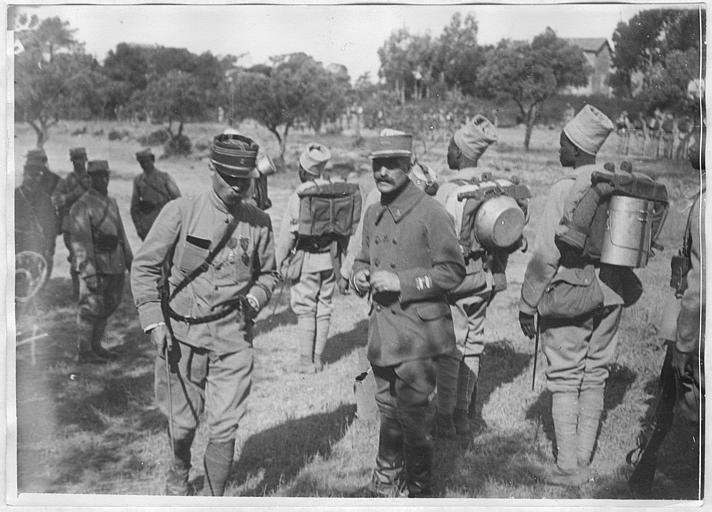
Deux officiers et des tirailleurs sénégalais au camp de Saint-Raphaël, printemps ou été 1916.

- 04/07/1916: Le bataillon fournit 72 hommes au 82e BTS pour sa formation
- 07/07/1916: Le bataillon fournit 40 tirailleurs au 82e BTS
- 12/07/1916: Le bataillon reçoit 15 tirailleurs du 81e BTS

- 03/07/1917: Le bataillon fournit des hommes pour la formation du 83e BTS
- 03/05/1917: La 23e compagnie passe au 94e BTS pour former la 5e compagnie de ce dernier
- 20/06/1917: Le bataillon fournit 50 hommes au 83e BTS
- 22/07/1917: Le bataillon fournit 503 hommes pour la formation du 105e BTS

- 22/04/1918: Le bataillon reçoit la 4e compagnie du 83e BTS qui devient sa 32e compagnie
- 26/04/1918: Des tirailleurs employés à l'atelier de munitions de Vénissieux passent au 83e BTS
- 08/05/1918: Le bataillon reçoit 11 tirailleurs du 82e BTS
- 07/06/1918: Le bataillon reçoit 87 tirailleurs du 82e BTS
- 21/06/1918: Le bataillon reçoit des hommes du 82e BTS
- 28/06/1918: Le bataillon fournit des renforts 105e BTS
- 01/07/1918: Le bataillon fournit des hommes pour la formation du 122e BTS
- 08/09/1918: Le bataillon reçoit 35 hommes en renfort du 102e BTS à la suite de la dissolution de ce dernier
- 20/10/1918: Fournit 34 recrues au 83e BTS
- 05/12/1918: Le bataillon passe 188 tirailleurs au 83e BTS
- 18/12/1918: Le bataillon passe 83 tirailleurs au 83e BTS
- 19/12/1918: Le bataillon passe 1 caporal et 46 tirailleurs au 83e BTS
- 26/12/1918: Le bataillon passe 83 tirailleurs au 83e BTS

- 02 - 03/01/1919: Le bataillon fournit 170 tirailleurs au 82e BTS
- 03/01/1919: Le bataillon passe 1 caporal et 101 tirailleurs au 83e BTS
- 16/01/1919: Le bataillon passe 61 tirailleurs au 83e BTS
- 23/01 - 01/02/1919: Le bataillon fournit 110 tirailleurs au 82e BTS
- 24/01/1919: Le bataillon passe 49 tirailleurs au 83e BTS
- 29/01/1919: Le bataillon passe 76 tirailleurs au 83e BTS
- 16/03/1919: Le bataillon fournit 84 tirailleurs au 82e BTS
- 22/04/1919: Le bataillon reçoit 212 hommes du 85e BTS à la suite de la dissolution de ce dernier
- 15/05/1919: Le bataillon reçoit 113 tirailleurs du 97e BTS qui vient d'être dissous
- 06/06/1919: Le bataillon reçoit des renforts du 99e BTS à la suite de la dissolution de ce dernier

## Personnalités passées par le bataillon
- Charles N'Tchoréré (1896-1940), adjudant-chef au bataillon vers 1922
- Louis Hunkanrin (1886-1964), au bataillon en 1921[4]

### Sources et bibliographie
- Mémoire des Hommes
- Anthony Guyon, De l'indigène au soldat : les tirailleurs sénégalais de 1919 à 1940 : approche anthropologique et prosopographique, Université Paul-Valéry-Montpellier-III, 2017 (HAL tel-01735529).